# Zbylutów (gromada)
Zbylutów (do 31 XII 1959 Chmielno) – dawna gromada, czyli najmniejsza jednostka podziału terytorialnego Polskiej Rzeczypospolitej Ludowej w latach 1954–1972.
Gromady, z gromadzkimi radami narodowymi (GRN) jako organami władzy najniższego stopnia na wsi, funkcjonowały od reformy reorganizującej administrację wiejską przeprowadzonej jesienią 1954 do momentu ich zniesienia z dniem 1 stycznia 1973, tym samym wypierając organizację gminną w latach 1954–1972.
Gromadę Zbylutów z siedzibą GRN w Zbylutowie utworzono – jako jedną z 8759 gromad na obszarze Polski – w powiecie lwóweckim w woj. wrocławskim, na mocy uchwały nr 21/54 WRN we Wrocławiu z dnia 2 października 1954. W skład jednostki weszły obszary dotychczasowych gromad Zbylutów, Skorzynice i Chmielno ze zniesionej gminy Zbylutów w tymże powiecie. Dla gromady ustalono 17 członków gromadzkiej rady narodowej.
1 stycznia 1960 do gromady Zbylutów włączono obszar zniesionej gromady Ustronie w tymże powiecie, po czym gromadę Zbylutów zniesiono, przenosząc siedzibę GRN ze Zbylutowa do Chmielna i zmieniając nazwę jednostki na gromada Chmielno.